# Søby (Ærø)
Søby est une ville du Danemark située sur dans la division administrative (commune) d'Ærø, sur l'île du même nom.

## Historique
Søby est mentionné pour la première fois sous le nom Seboy en 1277[réf. souhaitée].

## Toponymie
Søby provient du terme sæ, lac en danois, et le suffixe -by pour ville.

## Transport

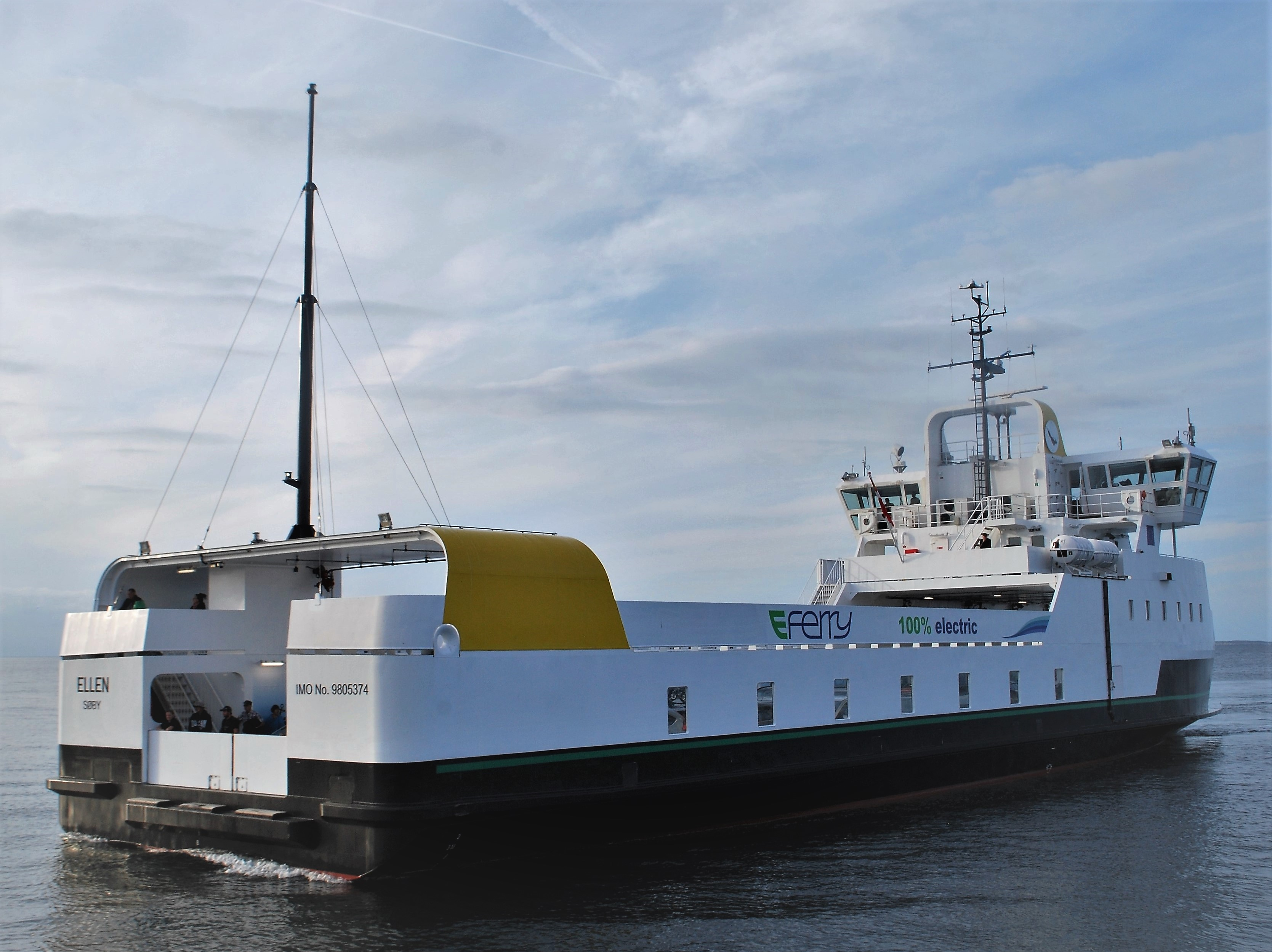
L'e-ferry Ellen en 2019.

La ville est accessible depuis le continent via une connexion régulière en ferry depuis Fåborg et Fynshav (da). Depuis 2019, cette deuxième liaison est effectuée par l'e-ferry Ellen, le plus gros ferry à propulsion électrique à date,.